# Konklawe 2005
Konklawe 2005 – zgromadzenie kardynałów zwołane po śmierci papieża Jana Pawła II, który zmarł 2 kwietnia 2005 po ponad 26 latach pontyfikatu, w celu wyboru nowego biskupa Rzymu. Procedury regulujące wybór nowego papieża zawiera konstytucja apostolska Universi Dominici gregis z 1996 roku wydana przez Jana Pawła II. Do czasu dokonania wyboru przez konklawe, Kościołem kierowało Kolegium Kardynałów, a władzę administracyjną w Watykanie sprawował kamerling Eduardo Martinez Somalo.
Zgodnie z decyzją Kolegium Kardynałów, konklawe rozpoczęło się w Watykanie 18 kwietnia 2005 o godzinie 1630. Głosowania miały się odbywać codziennie: 2 razy do południa i 2 razy po południu. 19 kwietnia o godzinie 1750 z komina na dachu kaplicy Sykstyńskiej uniósł się, zgodnie z tradycją, biały dym, a kilka minut później na potwierdzenie tego sygnału rozległy się watykańskie dzwony, oznajmiając światu wybór nowego papieża. Bicie w dzwony to nowy znak zakończenia konklawe – wcześniej wybór Biskupa Rzymu ogłaszany był jedynie przez biały dym. Dym czarny pojawiał się natomiast po zakończeniu głosowania, które nie przyniosło rezultatu w postaci wyboru następcy św. Piotra. Ze względu na praktyczne trudności w uzyskaniu dokładnie białego dymu (co podczas wcześniejszych konklawe prowadziło do chwilowo błędnego odczytywania znaku przez wiernych zgromadzonych na placu św. Piotra, a także przez dziennikarzy) Jan Paweł II nakazał równoczesne bicie w dzwony na znak radości z wyboru papieża. Joseph Ratzinger (Benedykt XVI) był pierwszym papieżem, o wyborze którego bicie dzwonów bazyliki watykańskiej zawiadomiło na równi z białym dymem unoszącym się z komina kaplicy Sykstyńskiej. Konklawe 2005 roku zakończyło się po niespełna 26 godzinach od chwili rozpoczęcia.

## Skład
Prawo głosu mieli członkowie Kolegium Kardynałów, z wyłączeniem kardynałów, którzy ukończyli 80 lat. Kolegium składało się ze 183 kardynałów, z których 117 miało prawo głosu. Było wśród nich 20 Włochów, 11 Amerykanów, 6 Niemców, 6 Hiszpanów i pojedynczy kardynałowie z innych krajów, w tym 3 elektorów z Polski: Józef Glemp, Zenon Grocholewski, Franciszek Macharski. Z Polski pochodził również arcybiskup Lwowa reprezentujący łaciński episkopat Ukrainy, Marian Jaworski. Spośród elektorów aż 114 zostało mianowanych przez Jana Pawła II, a tylko 3 przez Pawła VI. W gronie kardynałów niemających praw wyborczych Paweł VI mianował 10, a Jan Paweł II pozostałych 56.
| Elektorzy                  | 117 |
| -------------------------- | --- |
| Nieobecnych                | 2   |
| Obecnych                   | 115 |
| Europa                     | 58  |
| Ameryka Łacińska           | 21  |
| Stany Zjednoczone i Kanada | 14  |
| Afryka                     | 11  |
| Azja                       | 10  |
| Oceania                    | 2   |
| Bliski Wschód              | 1   |

W 2003 roku mianując kardynałów, Jan Paweł II zachował imię jednego kardynała w tajemnicy, w swoim sercu (łac: in pectore). Spekuluje się, że mógł to być jeden z chińskich księży albo najbliższy współpracownik papieża, arcybiskup Stanisław Dziwisz. Papież nie umieścił tego nazwiska w swoim testamencie, w związku z czym prawdopodobnie zabrał je ze sobą do grobu. Jednakże gdyby tak nie było, to i tak nie istniałaby możliwość wyboru 118 kardynała – formalnym warunkiem jest podanie nazwiska tego kardynała w obecności przynajmniej dwóch świadków. Według oficjalnego komunikatu Watykanu sprawa kardynała in pectore nie będzie już podnoszona.
9 kwietnia biuro prasowe Watykanu podało, że kardynałowie Jaime Sin i Adolfo Antonio Suárez Rivera na pewno nie wezmą udziału w konklawe, ze względu na stan zdrowia.

## Lista uczestników według porządku rang i starszeństwa
Ostatecznie w konklawe wzięło udział 115 kardynałów, w tym 2 mianowanych przez Pawła VI i 113 nominatów Jana Pawła II:

### Kardynałowie biskupi (5)
- Joseph Ratzinger (Niemcy; nominacja kardynalska: 27 czerwca 1977) – kardynał biskup Ostii i Velletri-Segni; dziekan Kolegium Kardynalskiego; prefekt Kongregacji Nauki Wiary[2]; przewodniczący Papieskiej Komisji Biblijnej[2]; przewodniczący Międzynarodowej Komisji Teologicznej[2]
- Angelo Sodano (Włochy; 28 czerwca 1991) – kardynał biskup Albano; komendatariusz kościoła prezbiterialnego S. Maria Nuova; wicedziekan Kolegium Kardynalskiego; sekretarz stanu Stolicy Apostolskiej[2]; przewodniczący Międzydykasterialnej Komisji ds. Kościołów Partykularnych[2]; przewodniczący Międzydykasterialnej Komisji ds. Kościoła w Europie Wschodniej[2]; przewodniczący Komisji Kardynalskiej ds. Nadzoru nad Instytutem Dzieł Religijnych
- Alfonso López Trujillo (Kolumbia; 2 lutego 1983) – kardynał biskup Frascati; przewodniczący Papieskiej Rady ds. Rodziny[2]
- Giovanni Battista Re (Włochy; 21 lutego 2001) – kardynał biskup Sabina-Poggio Mirteto; prefekt Kongregacji ds. Biskupów[2]; przewodniczący Papieskiej Komisji ds. Ameryki Łacińskiej[2]
- Ignacy Mojżesz I Daoud (Syria; 21 lutego 2001) – kardynał patriarcha; prefekt Kongregacji Kościołów Wschodnich[2]; emerytowany syryjskokatolicki patriarcha Antiochii

### Kardynałowie prezbiterzy (95)
- William Wakefield Baum (Stany Zjednoczone; 24 maja 1976) – kardynał prezbiter S. Croce in Via Flaminia; emerytowany penitencjariusz większy
- Marco Cé (Włochy; 30 czerwca 1979) – kardynał prezbiter S. Marco; emerytowany patriarcha Wenecji
- Franciszek Macharski (Polska; 30 czerwca 1979) – kardynał prezbiter S. Giovanni a Porta Latina; arcybiskup Krakowa
- Michael Michai Kitbunchu (Tajlandia; 2 lutego 1983) – kardynał prezbiter S. Lorenzo in Panisperna; arcybiskup Bangkoku
- Godfried Danneels (Belgia; 2 lutego 1983) – kardynał prezbiter S. Anastasia; arcybiskup Mechelen-Brukseli i prymas Belgii; ordynariusz Belgijskich Sił Zbrojnych; przewodniczący Konferencji Episkopatu Belgii
- Thomas Stafford Williams (Nowa Zelandia; 2 lutego 1983) – kardynał prezbiter Gesù Divin Maestro alla Pineta Sacchetti; emerytowany arcybiskup Wellington
- Carlo Maria Martini SJ (Włochy; 2 lutego 1983) – kardynał prezbiter S. Cecilia; emerytowany arcybiskup Mediolanu
- Jean-Marie Lustiger (Francja; 2 lutego 1983) – kardynał prezbiter S. Luigi dei Francesci; emerytowany arcybiskup Paryża
- Józef Glemp (Polska; 2 lutego 1983) – kardynał prezbiter S. Maria in Trastevere; arcybiskup Warszawy i prymas Polski; ordynariusz katolików obrządków wschodnich w Polsce
- Joachim Meisner (Niemcy; 2 lutego 1983) – kardynał prezbiter S. Pudenziana; arcybiskup Kolonii
- Francis Arinze (Nigeria; 25 maja 1985) – kardynał prezbiter S. Giovanni della Pigna; prefekt Kongregacji Kultu Bożego i Dyscypliny Sakramentów[2]
- Miguel Obando Bravo SDB (Nikaragua; 25 maja 1985) – kardynał prezbiter S. Giovanni Evangelista a Spinaceto; emerytowany arcybiskup Managua
- Ricardo Vidal (Filipiny; 25 maja 1985) – kardynał prezbiter Ss. Pietro e Paolo a Via Ostiense; arcybiskup Cebu
- Paul Poupard (Francja; 25 maja 1985) – kardynał prezbiter S. Prassede; przewodniczący Papieskiej Rady ds. Kultury[2]; przewodniczący Papieskiej Komisji ds. Kulturowego Dziedzictwa Kościoła[2]; przewodniczący Papieskiej Komisji Archeologii Sakralnej[2]
- Friedrich Wetter (Niemcy; 25 maja 1985) – kardynał prezbiter S. Stefano al Monte Celio; arcybiskup Monachium-Fryzyngi
- Adrianus Simonis (Holandia; 25 maja 1985) – kardynał prezbiter S. Clemente; arcybiskup Utrechtu i prymas Holandii; przewodniczący Konferencji Episkopatu Holandii
- Bernard Law (Stany Zjednoczone; 25 maja 1985) – kardynał prezbiter S. Susanna; archiprezbiter bazyliki liberiańskiej; emerytowany arcybiskup Bostonu
- Giacomo Biffi (Włochy; 25 maja 1985) – kardynał prezbiter Ss. Giovanni Evangelista e Petronio; emerytowany arcybiskup Bolonii
- Eduardo Martínez Somalo (Hiszpania; 28 czerwca 1988) – kardynał prezbiter SS. Nome di Gesù; kamerling Świętego Kościoła Rzymskiego; emerytowany prefekt Kongregacji Instytutów Życia Konsekrowanego i Stowarzyszeń Życia Apostolskiego
- José Freire Falcão (Brazylia; 28 czerwca 1988) – kardynał prezbiter S. Luca a Via Prenestrina; emerytowany arcybiskup Brasília
- Michele Giordano (Włochy; 28 czerwca 1988) – kardynał prezbiter S. Gioacchino ai Prati di Castello; arcybiskup Neapolu
- Edmund Szoka (Stany Zjednoczone; 28 czerwca 1988) – kardynał prezbiter Ss. Andrea e Gregorio al Monte Celio; przewodniczący Papieskiej Rady dla Miasta-Państwa Watykan; Gubernator Miasta-Państwa Watykan
- László Paskai OFM (Węgry; 28 czerwca 1988) – kardynał prezbiter S. Teresa al Corso d'Italia; emerytowany arcybiskup Esztergom-Budapesztu
- Christian Wiyghan Tumi (Kamerun; 28 czerwca 1988) – kardynał prezbiter Ss. Martiri dell'Uganda a Poggio Armeno; arcybiskup Douala; przewodniczący Konferencji Episkopatu Kamerunu
- Frédéric Etsou-Nzabi-Bamungwabi CICM (Demokratyczna Republika Konga; 28 czerwca 1991) – kardynał prezbiter S. Lucia a Piazza d'Armi; arcybiskup Kinszasy; przewodniczący Konferencji Episkopatu Kongo
- Nicolás de Jesús López Rodriguez (Dominikana; 28 czerwca 1991) – kardynał prezbiter S. Pio X alla Balduina; arcybiskup Santo Domingo i prymas Dominikany; ordynariusz Sił Zbrojnych Dominikany
- Roger Mahony (Stany Zjednoczone; 28 czerwca 1991) – kardynał prezbiter Ss. IV Coronati; arcybiskup Los Angeles
- Camillo Ruini (Włochy; 28 czerwca 1991) – kardynał prezbiter S. Agnese fuori le mura; wikariusz generalny diecezji rzymskiej; archiprezbiter bazyliki laterańskiej; wielki kanclerz Papieskiego Uniwersytetu Laterańskiego; przewodniczący Konferencji Episkopatu Włoch
- Henri Schwery (Szwajcaria; 28 czerwca 1991) – kardynał prezbiter Ss. Protomartiri a Via Aurelia Antica; emerytowany biskup Sion
- Georg Sterzinsky (Niemcy; 28 czerwca 1991) – kardynał prezbiter S. Giuseppe all'Aurelio; arcybiskup Berlina
- Miroslav Vlk (Czechy; 26 listopada 1994) – kardynał prezbiter S. Croce in Gerusalemme; arcybiskup Pragi i prymas Czech
- Peter Seiichi Shirayanagi (Japonia; 26 listopada 1994) – kardynał prezbiter S. Emerenziana a Tor Fiorenza; emerytowany arcybiskup Tokio
- Julius Darmaatmadja SJ (Indonezja; 26 listopada 1994) – kardynał prezbiter S. Cuore di Maria; arcybiskup Dżakarty; ordynariusz Indonezyjskich Sił Zbrojnych; przewodniczący Konferencji Episkopatu Indonezji
- Jaime Ortega (Kuba; 26 listopada 1994) – kardynał prezbiter Ss. Aquila e Priscilla; arcybiskup Hawany
- Emmanuel Wamala (Uganda; 26 listopada 1994) – kardynał prezbiter S. Ugo; arcybiskup Kampali
- William Keeler (Stany Zjednoczone; 26 listopada 1994) – kardynał prezbiter S. Maria degli Angeli; arcybiskup Baltimore
- Jean-Claude Turcotte (Kanada; 26 listopada 1994) – kardynał prezbiter Nostra Signora del SS. Sacramento e Ss. Martiri Canadesi; arcybiskup Montréalu
- Ricardo María Carles Gordó (Hiszpania; 26 listopada 1994) – kardynał prezbiter S. Maria Consolatrice al Tiburtino; emerytowany arcybiskup Barcelony
- Adam Maida (Stany Zjednoczone; 26 listopada 1994) – kardynał prezbiter Ss. Vitale; Valeria; Gervasio e Protasio; arcybiskup Detroit; zwierzchnik samodzielnej misji na Kajmanach
- Vinko Puljić (Bośnia i Hercegowina; 26 listopada 1994) − kardynał prezbiter S. Chiara a Vigna Clara; arcybiskup Sarajewa
- Armand Gaétan Razafindratandra (Madagaskar; 26 listopada 1994) – kardynał prezbiter Ss. Silvestro e Martino ai Monti; arcybiskup Antananarywy
- Juan Sandoval Íñiguez (Meksyk; 26 listopada 1994) – kardynał prezbiter Nostra Signora di Guadalupe e S. Filippo Martire in Via Aurelia; arcybiskup Guadalajara
- Salvatore De Giorgi (Włochy; 21 lutego 1998) – kardynał prezbiter S. Maria in Ara Coeli; arcybiskup Palermo
- Antonio María Rouco Varela (Hiszpania; 21 lutego 1998) – kardynał prezbiter S. Lorenzo in Damaso; arcybiskup Madrytu
- Aloysius Ambrozic (Kanada; 21 lutego 1998) – kardynał prezbiter Ss. Marcellino e Pietro; arcybiskup Toronto
- Dionigi Tettamanzi (Włochy; 21 lutego 1998) – kardynał prezbiter Ss. Ambrogio e Carlo; arcybiskup Mediolanu
- Polycarp Pengo (Tanzania; 21 lutego 1998) – kardynał prezbiter Nostra Signora de La Salette; arcybiskup Dar-es-Salaam
- Christoph Schönborn, O.P. (Austria; 21 lutego 1998) – kardynał prezbiter Gesù Divin Lavoratore; arcybiskup Wiednia; przewodniczący Konferencji Episkopatu Austrii; ordynariusz katolików obrządków wschodnich w Austrii
- Norberto Rivera Carrera (Meksyk; 21 lutego 1998) – kardynał prezbiter S. Francesco d'Assisi a Ripa Grande; arcybiskup México i prymas Meksyku
- Francis George OMI (Stany Zjednoczone; 21 lutego 1998) – kardynał prezbiter S. Bartolomeo all'Isola; arcybiskup Chicago
- Marian Jaworski (Ukraina[3]; 21 lutego 1998) – kardynał prezbiter S. Sisto; łaciński arcybiskup Lwowa; przewodniczący Rzymskokatolickiej Konferencji Episkopatu Ukrainy
- Janis Pujats (Łotwa; 21 lutego 1998) – kardynał prezbiter S. Silvia; arcybiskup Rygi
- Ivan Dias (Indie; 21 lutego 2001) – kardynał prezbiter Spirito Santo alla Ferratella; arcybiskup Bombaju
- Geraldo Majella Agnelo (Brazylia; 21 lutego 2001) – kardynał prezbiter S. Gregorio Magno alla Magliana Nuova; arcybiskup São Salvador da Bahia; przewodniczący Konferencji Episkopatu Brazylii
- Pedro Rubiano Sáenz (Kolumbia; 21 lutego 2001) – kardynał prezbiter Transfigurazione de N.S.G.C.; arcybiskup Bogoty i prymas Kolumbii; przewodniczący Konferencji Episkopatu Kolumbii
- Theodore McCarrick (Stany Zjednoczone; 21 lutego 2001) – kardynał prezbiter Ss. Nereo ed Achilleo; arcybiskup Waszyngtonu
- Desmond Connell (Irlandia; 21 lutego 2001) – kardynał prezbiter S. Silvestro in Capite; emerytowany arcybiskup Dublinu
- Audrys Bačkis (Litwa; 21 lutego 2001) – kardynał prezbiter Natività di N.S.G.C. a Via Gallia; arcybiskup Wilna; przewodniczący Konferencji Episkopatu Litwy
- Francisco Javier Errázuriz Ossa PSchönstatt (Chile; 21 lutego 2001) – kardynał prezbiter S. Maria della Pace; arcybiskup Santiago de Chile; przewodniczący Konferencji Episkopatu Chile; przewodniczący Rady Episkopatu Ameryki Łacińskiej
- Julio Terrazas Sandoval, CSsR (Boliwia; 21 lutego 2001) – kardynał prezbiter S. Giovanni Battista de' Rossi; arcybiskup Santa Cruz; przewodniczący Konferencji Episkopatu Boliwii
- Wilfrid Fox Napier OFM (RPA; 21 lutego 2001) – kardynał prezbiter S. Francesco d'Assisi ad Acilia; arcybiskup Durban; przewodniczący Konferencji Episkopatu Afryki Południowej
- Oscar Andrés Rodríguez Maradiaga SDB (Honduras; 21 lutego 2001) – kardynał prezbiter S. Giovanni Evangelista a Spinaceto; arcybiskup Tegucigalpa
- Bernard Agré (Wybrzeże Kości Słoniowej; 21 lutego 2001) – kardynał prezbiter S. Giovanni Crisostomo a Monte Sacro Alto; arcybiskup Abidżan
- Juan Luis Cipriani Thorne Opus Dei (Peru; 21 lutego 2001) – kardynał prezbiter S. Camillo de Lellis; arcybiskup Limy i prymas Peru
- Francisco Álvarez Martínez (Hiszpania; 21 lutego 2001) – kardynał prezbiter S. Maria "Regina Pacis" a Monte Verde; emerytowany arcybiskup Toledo
- Claudio Hummes OFM (Brazylia; 21 lutego 2001) – kardynał prezbiter S. Antonio da Padova in Via Merulana; arcybiskup São Paulo
- Varkey Vithayathil CSsR (Indie; 21 lutego 2001) – kardynał prezbiter S. Bernardo alle Terme; syro-malabarski arcybiskup Ernakulam-Amgamaly
- Jorge Mario Bergoglio SJ (Argentyna; 21 lutego 2001) – kardynał prezbiter S. Roberto Bellarmino; arcybiskup Buenos Aires i prymas Argentyny; ordynariusz katolików obrządków wschodnich w Argentynie
- José da Cruz Policarpo (Portugalia; 21 lutego 2001) – kardynał prezbiter S. Antonio in Campo Marzio; patriarcha Lizbony; przewodniczący Konferencji Episkopatu Portugalii
- Severino Poletto (Włochy; 21 lutego 2001) – kardynał prezbiter S. Giuseppe in Via Trionfale; arcybiskup Turynu
- Cormac Murphy-O’Connor (Wielka Brytania; 21 lutego 2001) – kardynał prezbiter S. Maria sopra Minerva; arcybiskup Westminster; przewodniczący Konferencji Episkopatu Anglii i Walii
- Edward Egan (Stany Zjednoczone; 21 lutego 2001) – kardynał prezbiter Ss. Giovanni e Paolo; arcybiskup Nowego Jorku
- Lubomyr Husar MSU (Ukraina; 21 lutego 2001) – kardynał prezbiter S. Sofia a Via Boccea; greckokatolicki arcybiskup większy Lwowa
- Karl Lehmann (Niemcy; 21 lutego 2001) – kardynał prezbiter S. Leone I; biskup Moguncji; przewodniczący Konferencji Episkopatu Niemiec
- Angelo Scola (Włochy; 21 października 2003) – kardynał prezbiter Ss. XII Apostoli; patriarcha Wenecji
- Anthony Olubunmi Okogie (Nigeria; 21 października 2003) – kardynał prezbiter Beata Vergine Maria del Monte Carmelo a Mostacciano; arcybiskup Lagos
- Bernard Panafieu (Francja; 21 października 2003) – kardynał prezbiter S. Gregorio Barbarigo alle Tre Fontane; arcybiskup Marsylii
- Gabriel Zubeir Wako (Sudan; 21 października 2003) – kardynał prezbiter S. Atanasio a Via Tiburtina; arcybiskup Chartumu
- Carlos Amigo Vallejo OFM (Hiszpania; 21 października 2003) – kardynał prezbiter S Maria in Montserrato degli Spagnoli; arcybiskup Sewilli
- Justin Francis Rigali (Stany Zjednoczone; 21 października 2003) – kardynał prezbiter S. Prisca; arcybiskup Philadelphia
- Keith Michael Patrick O’Brien (Wielka Brytania; 21 października 2003) – kardynał prezbiter Ss. Gioacchino e Anna al Tuscolano; arcybiskup Saint Andrews and Edinburgh; przewodniczący Konferencji Episkopatu Szkocji
- Eusébio Scheid SCI (Brazylia; 21 października 2003) – kardynał prezbiter Ss. Bonifacio ed Alessio; arcybiskup Rio de Janiero
- Ennio Antonelli (Włochy; 21 października 2003) – kardynał prezbiter S. Andrea delle Fratte; arcybiskup Florencji
- Tarcisio Bertone SDB (Włochy; 21 października 2003) – kardynał prezbiter S. Maria Ausiliatrice in Via Tuscolana; arcybiskup Genui
- Peter Turkson (Ghana; 21 października 2003) – kardynał prezbiter S. Liborio; arcybiskup Cape Coast
- Telesphore Toppo (Indie; 21 października 2003) – kardynał prezbiter Sacro Cuore di Gesù agonizzante a Vitinia; arcybiskup Ranchi; przewodniczący Konferencji Episkopatu Indii
- George Pell (Australia; 21 października 2003) – kardynał prezbiter S. Maria Domenica Mazzarello; arcybiskup Sydney; przewodniczący Komitetu „Vox Clara”
- Josip Bozanić (Chorwacja; 21 października 2003) – kardynał prezbiter S. Girolamo dei Croati; arcybiskup Zagrzebia
- Jean-Baptiste Phạm Minh Mẫn (Wietnam; 21 października 2003) – kardynał prezbiter S. Giustino; arcybiskup Ho Chi Minh
- Rodolfo Quezada Toruño (Gwatemala; 21 października 2003) – kardynał prezbiter S. Saturnino; arcybiskup Gwatemali; przewodniczący Konferencji Episkopatu Gwatemali
- Philippe Barbarin (Francja; 21 października 2003) – kardynał prezbiter SS. Trinità al Monte Pincio; arcybiskup Lyonu i prymas Galii
- Péter Erdö (Węgry; 21 października 2003) – kardynał prezbiter S. Balbina; arcybiskup Esztergom-Budapesztu i prymas Węgier
- Marc Ouellet PSS (Kanada; 21 października 2003) – kardynał prezbiter S. Maria in Traspontina; arcybiskup Québec i prymas Kanady

### Kardynałowie diakoni (17)
- Jorge Medina Estévez (Chile; 21 lutego 1998) – kardynał diakon S. Saba; protodiakon Kolegium Kardynalskiego; emerytowany prefekt Kongregacji ds. Kultu Bożego i Dyscypliny Sakramentów
- Darío Castrillón Hoyos (Kolumbia; 21 lutego 1998) – kardynał diakon SS. Nome di Maria al Foro Traian; prefekt Kongregacji ds. Duchowieństwa[2]; przewodniczący Międzynarodowej Rady ds. Katechezy[2]; przewodniczący Papieskiej Komisji Ecclesia Dei[2]
- James Stafford (Stany Zjednoczone; 21 lutego 1998) – kardynał diakon Gesù Buon Pastore alla Montagnola; penitencjariusz większy
- Agostino Cacciavillan (Włochy; 21 lutego 2001) – kardynał diakon Ss. Angeli Custodi a Città Girardino; emerytowany przewodniczący Administracji Patrymonium Stolicy Apostolskiej
- Sergio Sebastiani (Włochy; 21 lutego 2001) – kardynał diakon S. Eustachio; przewodniczący Prefektury Spraw Ekonomicznych Stolicy Apostolskiej[2]
- Zenon Grocholewski (Polska; 21 lutego 2001) – kardynał diakon S. Nicola in Carcere; prefekt Kongregacji ds. Edukacji Katolickiej[2]; przewodniczący Papieskiego Dzieła Powołań Kapłańskich[2]; przewodniczący Stałej Komisji Międzydykasterialnej ds. Formacji Kandydatów do Kapłaństwa[2]; przewodniczący Stałej Komisji Międzydykasterialnej ds. Równomiernego Rozmieszczenia Kapłanów w Świecie[2]; wielki kanclerz Papieskiego Uniwersytetu Gregoriańskiego[2]
- José Saraiva Martins CMF (Portugalia; 21 lutego 2001) – kardynał diakon Nostra Signora del S. Cuore; prefekt Kongregacji Spraw Kanonizacyjnych[2]
- Crescenzio Sepe (Włochy; 21 lutego 2001) – kardynał diakon Dio Padre misericordioso; prefekt Kongregacji Ewangelizacji Narodów[2]; przewodniczący Stałej Komisji Międzydykasterialnej ds. Zakonów Pracujących na Misjach[2]
- Mario Francesco Pompedda (Włochy; 21 lutego 2001) – kardynał diakon Annunciazione della B.V.M. a Via Ardeatina; przewodniczący Komisji ds. Adwokatów[2]
- Walter Kasper (Niemcy; 21 lutego 2001) – kardynał diakon Ognissanti in Via Appia Nuova; przewodniczący Papieskiej Rady Popierania Jedności Chrześcijan[2]
- Jean-Louis Tauran (Francja; 21 października 2003) – kardynał diakon S. Apollinare alle Terme Neroniane-Alessandrine; bibliotekarz i archiwista Świętego Kościoła Rzymskiego
- Renato Raffaele Martino (Włochy; 21 października 2003) – kardynał diakon S. Francesco di Paola ai Monti; przewodniczący Papieskiej Rady Iustitia et Pax[2]
- Francesco Marchisano (Włochy; 21 października 2003) – kardynał diakon S. Lucia del Gonfalone; archiprezbiter bazyliki watykańskiej; przewodniczący Stałej Komisji ds. Ochrony Historycznych i Artystycznych Pomników Stolicy Apostolskiej[2]; przewodniczący Biura Pracy Stolicy Apostolskiej[2]
- Julián Herranz Casado Opus Dei (Hiszpania; 21 października 2003) – kardynał diakon S. Eugenio; przewodniczący Papieskiej Rady ds. Interpretacji Tekstów Prawnych[2]; przewodniczący Komisji Dyscyplinarnej Kurii Rzymskiej[2]
- Javier Lozano Barragán (Meksyk; 21 października 2003) – kardynał diakon S. Michele Arcangelo; przewodniczący Papieskiej Rady ds. Duszpasterstwa Służby Zdrowia[2]
- Stephen Fumio Hamao (Japonia; 21 października 2003) – kardynał diakon S. Giovanni Bosco in via Tuscolana; przewodniczący Papieskiej Rady ds. Duszpasterstwa Migrantów i Podróżnych[2]
- Attilio Nicora (Włochy; 21 października 2003) – kardynał diakon S. Filippo Neri in Eurosia; przewodniczący Administracji Patrymonium Stolicy Apostolskiej[2]

## Nieobecni z powodu choroby
- Jaime Sin (Filipiny; 24 maja 1976) – kardynał prezbiter S. Maria ai Monti; emerytowany arcybiskup Manili
- Adolfo Antonio Suárez Rivera (Meksyk; 26 listopada 1994) – kardynał prezbiter Nostra Signora di Guadalupe a Monte Mario; emerytowany arcybiskup Monterrey

## Kardynałowie wykluczeni z głosowania z racji wieku

### Kardynałowie biskupi (4)
- Bernardin Gantin (Benin; 27 czerwca 1977) – kardynał biskup Palestriny; emerytowany prefekt Kongregacji ds. Biskupów; emerytowany przewodniczący Papieskiej Komisji ds. Ameryki Łacińskiej; emerytowany dziekan Kolegium Kardynalskiego
- Roger Etchegaray (Francja; 30 czerwca 1979) – kardynał biskup Porto-Santa Rufina; emerytowany przewodniczący Papieskiej Rady Iustitia et Pax; emerytowany przewodniczący Papieskiej Rady Cor Unum
- Nasrallah Pierre Sfeir (Liban; 26 listopada 1994) – kardynał patriarcha; maronicki patriarcha Antiochii; przewodniczący Zgromadzenia Katolickich Patriarchów i Biskupów Libanu; przewodniczący Synodu Kościoła Maronickiego
- Stephanos II Ghattas CM (Egipt; 21 lutego 2001) – kardynał patriarcha; katolicki patriarcha Aleksandrii obrządku koptyjskiego; przewodniczący Synodu Katolickiego Kościoła Koptyjskiego; przewodniczący Zgromadzenia Katolickiej Hierarchii w Egipcie

### Kardynałowie prezbiterzy (52)
- Stephen Sou Hwan Kim (Korea Południowa; 28 kwietnia 1969) – kardynał prezbiter S. Felice da Cantalice a Centocelle; protoprezbiter Kolegium Kardynalskiego; emerytowany arcybiskup Seulu
- Eugênio de Araújo Sales (Brazylia; 28 kwietnia 1969) – kardynał prezbiter S. Gregorio VII; emerytowany arcybiskup Rio de Janeiro
- Johannes Willebrands (Holandia; 28 kwietnia 1969) – kardynał prezbiter S. Sebastiano alle Catecombe; emerytowany przewodniczący Papieskiej Rady ds. Popierania Jedności Chrześcijan
- Luis Aponte Martínez (Puerto Rico; 5 marca 1973) – kardynał prezbiter S. Maria Madre della Provvidenza a Monte Verde; emerytowany arcybiskup San Juan
- Raúl Primatesta (Argentyna; 5 marca 1973) – kardynał prezbiter Beata Maria Vergine Addolorata a Piazza Buenos Aires; emerytowany arcybiskup Córdoba
- Salvatore Pappalardo (Włochy; 5 marca 1973) – kardynał prezbiter S. Maria Odigitria dei Siciliani; emerytowany arcybiskup Palermo
- Paulo Evaristo Arns, O.F.M. (Brazylia; 5 marca 1973) – kardynał prezbiter S. Antonio di Padova in Via Tuscolana; emerytowany arcybiskup São Paulo
- Pio Taofinuʻu SM (Samoa; 5 marca 1973) – kardynał prezbiter S. Onofrio; emerytowany arcybiskup Samoa-Apia
- Aloísio Lorscheider OFM (Brazylia; 24 maja 1976) – kardynał prezbiter S. Pietro in Montorio; emerytowany arcybiskup Aparecida
- Giuseppe Caprio (Włochy; 30 czerwca 1979) – kardynał prezbiter S. Maria della Vittoria; emerytowany przewodniczący Prefektury Spraw Ekonomicznych Stolicy Apostolskiej
- Ernesto Corripio Ahumada (Meksyk; 30 czerwca 1979) – kardynał prezbiter Immacolata al Tiburtino; emerytowany arcybiskup México
- Alexandre do Nascimento (Angola; 2 lutego 1983) – kardynał prezbiter S. Marco in Agro Laurentino; emerytowany arcybiskup Luandy
- Duraisamy Simon Lourdusamy (Indie; 2 lutego 1983) – kardynał prezbiter S. Maria delle Grazzie alle Fornaci fuori Porta Cavelleggeri; emerytowany prefekt Kongregacji Kościołów Wschodnich
- Antonio Innocenti (Włochy; 25 maja 1985) – kardynał prezbiter S. Maria in Aquiro; emerytowany przewodniczący Stałej Komisji ds. Ochrony Artystycznych i Historycznych Pomników Stolicy Apostolskiej; emerytowany przewodniczący Papieskiej Komisji Ecclesia Dei
- Paul Augustin Mayer OSB (Niemcy; 25 maja 1985) – kardynał prezbiter S. Anselmo all'Aventino; emerytowany prefekt Kongregacji ds. Kultu Bożego i Dyscypliny Sakramentów; emerytowany przewodniczący Papieskiej Komisji Ecclesia Dei
- Angel Suquía Goicoechea (Hiszpania; 25 maja 1985) – kardynał prezbiter Gran Madre di Dio; emerytowany arcybiskup Madrytu
- Henryk Gulbinowicz (Polska; 25 maja 1985) – kardynał prezbiter Immacolata Concezione di Maria a Grottarossa; emerytowany arcybiskup Wrocławia
- Jozef Tomko (Słowacja; 25 maja 1985) – kardynał prezbiter S. Sabina; przewodniczący Papieskiego Komitetu ds. Międzynarodowego Kongresu Eucharystycznego; emerytowany prefekt Kongregacji Ewangelizacji Narodów; przewodniczący Stałej Komisji Międzydykasterialnej ds. Zakonów Pracujących na Misjach
- Andrzej Maria Deskur (Polska; 25 maja 1985) – kardynał prezbiter S. Cesario in Palatio; emerytowany przewodniczący Papieskiej Rady ds. Środków Społecznego Przekazu
- Louis-Albert Vachon (Kanada; 25 maja 1985) – kardynał prezbiter S. Paolo della Croce a "Corviale"; emerytowany arcybiskup Québec
- Rosalio José Castillo Lara SDB (Wenezuela; 25 maja 1985); – kardynał prezbiter Nostra Signora di Coromoto in S. Giovanni di Dio; emerytowany przewodniczący Administracji Patrymonium Stolicy Apostolskiej; emerytowany przewodniczący Papieskiej Komisji dla Miasta-Państwa Watykan
- Silvano Piovanelli (Włochy; 25 maja 1985) – kardynał prezbiter S. Maria delle Grazie a Via Trionfale; emerytowany arcybiskup Florencji
- Edouard Gagnon PSS (Kanada; 25 maja 1985) – kardynał prezbiter S. Marcello; emerytowany przewodniczący Papieskiej Rady ds. Rodziny; emerytowany przewodniczący Papieskiego Komitetu ds. Międzynarodowego Kongresu Eucharystycznego
- Alfons Maria Stickler SDB (Austria; 25 maja 1985) – kardynał prezbiter S. Giorgio in Velabro; emerytowany bibliotekarz i archiwista Świętego Kościoła Rzymskiego
- Achille Silvestrini (Włochy; 28 czerwca 1988) – kardynał prezbiter S. Benedetto fuori Porta S. Paolo; emerytowany prefekt Kongregacji Kościołów Wschodnich
- Angelo Felici (Włochy; 28 czerwca 1988) – kardynał prezbiter Ss. Biagio e Carlo ai Catinari; emerytowany prefekt Kongregacji Spraw Kanonizacyjnych; emerytowany przewodniczący Papieskiej Komisji Ecclesia Dei
- Alexandre José Maria dos Santos OFM (Mozambik; 28 czerwca 1988) – kardynał prezbiter S. Fumenzio ai Prati Fiscali; emerytowany arcybiskup Maputo
- Giovanni Canestri (Włochy; 28 czerwca 1988) – kardynał prezbiter S. Andrea della Valle; emerytowany arcybiskup Genui
- Antonio María Javierre Ortas SDB (Hiszpania; 28 czerwca 1988) – kardynał prezbiter S. Maria Liberatrice a Monte Testaccio; emerytowany prefekt Kongregacji ds. Edukacji Katolickiej; emerytowany przewodniczący Papieskiego Dzieła Powołań Kapłańskich; emerytowany przewodniczący Stałej Komisji Międzydykasterialnej ds. Formacji Kandydatów do Kapłaństwa; emerytowany przewodniczący Stałej Komisji Międzydykasterialnej ds. Równomiernego Rozmieszczenia Kapłanów w Świecie; emerytowany wielki kanclerz Papieskiego Uniwersytetu Gregoriańskiego
- Simon Pimenta (Indie; 28 czerwca 1988) – kardynał prezbiter S. Maria "Regina Mundi" a Torre Spaccata; emerytowany arcybiskup Bombaju
- Edward Bede Clancy (Australia; 28 czerwca 1988) – kardynał prezbiter S. Maria in Vallicella; emerytowany arcybiskup Sydney
- Jean Margéot (Mauritius; 28 czerwca 1988) – kardynał prezbiter S. Gabriele Arcangelo all'Acqua Traversa; emerytowany biskup Port Louis
- Anthony Bevilacqua (Stany Zjednoczone; 28 czerwca 1991) – kardynał prezbiter SS. Redentore e S. Alfonso in Via Merulana; emerytowany arcybiskup Philadelphia
- Giovanni Saldarini (Włochy; 28 czerwca 1991) – kardynał prezbiter S. Cuore di Gesù a Castro Pretorio; emerytowany arcybiskup Turynu
- Cahal Daly (Irlandia; 28 czerwca 1991) – kardynał prezbiter S. Patrizio; emerytowany arcybiskup Armagh
- Ján Chryzostom Korec SJ (Słowacja; 28 czerwca 1991) – kardynał prezbiter Ss. Fabiano e Venanzio a Villa Fiorelli; biskup Nitry
- Pio Laghi (Włochy; 28 czerwca 1991) – kardynał prezbiter S. Pietro in Vincoli; patron zakonu joannitów; emerytowany prefekt Kongregacji ds. Edukacji Katolickiej; emerytowany przewodniczący Papieskiego Dzieła Powołań Kapłańskich; emerytowany przewodniczący Stałej Komisji Międzydykasterialnej ds. Formacji Kandydatów do Kapłaństwa; emerytowany przewodniczący Stałej Komisji Międzydykasterialnej ds. Równomiernego Rozmieszczenia Kapłanów w Świecie; emerytowany wielki kanclerz Papieskiego Uniwersytetu Gregoriańskiego
- Edward Cassidy (Australia; 28 czerwca 1991) – kardynał prezbiter S. Maria in Via Lata; emerytowany przewodniczący Papieskiej Rady ds. Popierania Jedności Chrześcijan
- José Tomás Sánchez (Filipiny; 28 czerwca 1991) – kardynał prezbiter S. Pio V a Villa Carpegna; emerytowany prefekt Kongregacji ds. Duchowieństwa; emerytowany przewodniczący Międzynarodowej Rady ds. Katechezy
- Virgilio Noè (Włochy; 28 czerwca 1991) – kardynał prezbiter Regina Apostolorum; emerytowany wikariusz generalny Miasta-Państwa Watykan; emerytowany archiprezbiter bazyliki watykańskiej; emerytowany przewodniczący Fabryki Świętego Piotra
- Fiorenzo Angelini (Włochy; 28 czerwca 1991) – kardynał prezbiter S. Spirito in Sassia; emerytowany przewodniczący Papieskiej Rady ds. Duszpasterstwa Służby Zdrowia
- Luigi Poggi (Włochy; 26 listopada 1994) – kardynał prezbiter S. Lorenzo in Lucina; emerytowany bibliotekarz i archiwista Świętego Kościoła Rzymskiego
- Carlo Furno (Włochy; 26 listopada 1994) – kardynał prezbiter S. Cuore di Cristo Re; Wielki Mistrz Zakonu Rycerskiego Świętego Grobu w Jerozolimie
- Gilberto Agustoni (Włochy; 26 listopada 1994) – kardynał prezbiter Ss. Urbano e Lorenzo a Prima Porta; emerytowany prefekt Najwyższego Trybunału Sygnatury Apostolskiej
- Paul Joseph Phạm Đình Tụng (Wietnam; 26 listopada 1994) – kardynał prezbiter S. Maria "Regina Pacis" in Ostia mare; emerytowany arcybiskup Hanoi
- Kazimierz Świątek (Białoruś; 26 listopada 1994) – kardynał prezbiter S. Gerardo Maiella; arcybiskup Mińska-Mohylewa; administrator diecezji Pińsk; przewodniczący Konferencji Episkopatu Białorusi
- Ersilio Tonini (Włochy; 26 listopada 1994) – kardynał prezbiter SS. Redentore a Val Melaina; emerytowany arcybiskup Rawenny
- Serafim Fernandes de Araújo (Brazylia; 21 lutego 1998) – kardynał prezbiter S. Luigi Maria Grignion di Montfort; emerytowany arcybiskup Belo Horizonte
- Paul Shan Kuo-hsi SJ (Tajwan; 21 lutego 1998) – kardynał prezbiter S. Crisogono; biskup Kaohsiung; przewodniczący Konferencji Episkopatu Chin
- Adam Kozłowiecki SJ (Zambia[4]; 21 lutego 1998) – kardynał prezbiter S. Andrea al Quirinale
- Antonio José González Zumárraga (Ekwador; 21 lutego 2001) – kardynał prezbiter S. Maria in Via; emerytowany arcybiskup Quito
- Jean Honoré (Francja; 21 lutego 2001) – kardynał prezbiter S. Maria della Salute a Primavalle; emerytowany arcybiskup Tours

### Kardynałowie diakoni (10)
- Lorenzo Antonetti (Włochy; 21 lutego 1998) – kardynał diakon S. Agnese in Agone; papieski delegat ds. bazyliki Świętego Franciszka w Asyżu
- Giovanni Cheli (Włochy; 21 lutego 1998) – kardynał diakon Ss. Cosma e Damiano; emerytowany przewodniczący Papieskiej Rady ds. Duszpasterstwa Migrantów i Podróżnych
- Dino Monduzzi (Włochy; 21 lutego 1998) – kardynał diakon S. Sebastiano al Palatino; emerytowany prefekt Domu Papieskiego
- Jorge María Mejía (Argentyna; 21 lutego 2001) – kardynał diakon S. Giorlamo della Carità; emerytowany bibliotekarz i archiwista Świętego Kościoła Rzymskiego
- Roberto Tucci SJ (Włochy; 21 lutego 2001) – kardynał diakon S. Ignazio di Loyola a Campo Marzio
- Leo Scheffczyk (Niemcy; 21 lutego 2001) – kardynał diakon S. Francesco Saverio alla Garbatella
- Avery Dulles SJ (Stany Zjednoczone; 21 lutego 2001) – kardynał diakon SS. Nomi di Gesù e Maria in Via Lata
- George Marie Martin Cottier, O.P. (Szwajcaria; 21 października 2003) – kardynał diakon Ss. Domenico e Sisto; proteolog Domu Papieskiego
- Tomáš Špidlík SJ (Czechy; 21 października 2003) – kardynał diakon S. Agata de' Goti
- Stanisław Nagy SCI (Polska; 21 października 2003) – kardynał diakon S. Maria della Scala

## Domniemani kandydaci na papieża
Zawsze przed konklawe, dziennikarze i komentatorzy starają się odgadnąć kto zostanie wybrany papieżem. Za zdecydowanego faworyta uważano dziekana Kolegium Kardynalskiego Josepha Ratzingera, ale wśród domniemanych kandydatów (tzw. papabile) wymieniano także m.in. następujących kardynałów:
- Francis Arinze (Nigeria)
- Jorge Bergoglio (Argentyna)
- Darío Castrillón Hoyos (Kolumbia)
- Godfried Danneels (Belgia)
- Ivan Dias (Indie)
- Claudio Hummes (Brazylia)
- Oscar Andrés Rodríguez Maradiaga (Honduras)
- Carlo Maria Martini (Włochy)
- José da Cruz Policarpo (Portugalia)
- Giovanni Battista Re (Włochy)
- Nicolás de Jesús López Rodriguez (Dominikana)
- Christoph Schönborn (Austria)
- Angelo Scola (Włochy)
- Angelo Sodano (Włochy)
- Dionigi Tettamanzi (Włochy)
- Camillo Ruini (Włochy)

## Wybór papieża
19 kwietnia 2005 w 4. głosowaniu na następcę papieża Jana Pawła II, wybrano niemieckiego kardynała Josepha Ratzingera, który przyjął imię Benedykta XVI. Austriacki kardynał Schönborn powiedział, że w decydującym głosowaniu Ratzinger otrzymał znacznie więcej niż wymagane 2/3. Według prasy włoskiej Ratzinger otrzymał nie mniej niż 95 i nie więcej niż 107 głosów, przy wymaganej większości 77 głosów elektorskich. Jest to najstarszy w chwili wyboru papież od 275 lat. Benedykt XVI miał w chwili wyboru 78 lat i 3 dni. Jest to zarazem pierwszy Niemiec wybrany na ten urząd od ponad dziewięciu stuleci.
Jak wynika z doniesień prasowych, opierających się na trudnych do zweryfikowania przeciekach z Watykanu, jedynym poważniejszym konkurentem Ratzingera był 78-letni Carlo Maria Martini, uważany za lidera frakcji "postępowej". W pierwszym głosowaniu wieczorem 18 kwietnia Ratzinger i Martini mieli otrzymać po około 40 głosów, być może Martini dostał nawet nieco więcej. Cierpiący na chorobę Parkinsona Martini zrezygnował jednak z kandydowania, wskutek czego następnego dnia większość kardynałów stopniowo przerzucała swoje głosy na Ratzingera. W drugim głosowaniu Ratzinger dostał prawdopodobnie około 60 głosów, w trzecim ponad 70. Jednym z głównych promotorów Bawarczyka był wikariusz Rzymu Camillo Ruini, który sam w pierwszym głosowaniu mógł otrzymać około tuzina głosów. Według The Times frakcja "liberalna" po wycofaniu się Martiniego zaproponowała kandydaturę Jorge Mario Bergoglio z Argentyny (który w następnym konklawe został papieżem Franciszkiem). W porannych głosowaniach 19 kwietnia miało go poprzeć około 40 kardynałów (a więc ponad 1/3 wystarczająca do blokowania elekcji), jednak poparcie to okazało się nietrwałe i w czwartym głosowaniu Ratzinger został wybrany na papieża uzyskując około 95 głosów.
Benedykt XVI był uważany za przedstawiciela nurtu konserwatywnego w Kościele. Jednocześnie jednak był wieloletnim bliskim współpracownikiem Jana Pawła II, co obserwatorzy odebrali jako zapowiedź kontynuacji jego nauki.

## Domniemany dziennik elektora
22 i 23 września 2005 roku na łamach gazet włoskich ukazały się kopie domniemanego dziennika jednego z elektorów, który wziął udział w pierwszym konklawe XXI w. Kardynał ten – wedle włoskiej prasy – zdradził przysięgę konklawe, w której wyraźnie mówi, że pod żadnym pozorem nie można ujawnić jego przebiegu.
Po przeczytaniu tego artykułu dochodzi się do wniosku, że największym rywalem Josepha Ratzingera – papieża Benedykta XVI – w konklawe 2005, był argentyński 68-letni kardynał Jorge Mario Bergoglio SJ (wybrany na papieża 8 lat później), a nie jak wcześniej uważano, włoski emerytowany arcybiskup Mediolanu kardynał Carlo Maria Martini SJ.
Prócz tej jednej sensacji, w dzienniku zapisano drugą. Joseph Ratzinger w ostatnim głosowaniu, w którym wybrano go następcą Jana Pawła II otrzymał podobno 84 głosów, a nie co najmniej 95, jak poinformowały niesprawdzone źródła watykańskie po konklawe. Oznaczać by to mogło, że prefekt Kongregacji Nauki Wiary miał w rzeczywistości mniejsze poparcie wśród elektorów, niż przypuszczano.
Oto wyniki poszczególnych głosowań według tego źródła:
- Pierwsza tura: Ratzinger – 47; Bergoglio – 10; Martini – 9; Ruini – 6; Sodano – 4; Maradiaga – 3; Tettamanzi – 2; reszta – 34
- Druga tura: Ratzinger – 65; Bergoglio – 35; Sodano – 4; Tettamanzi – 2; reszta – 9
- Trzecia tura: Ratzinger – 72; Bergoglio – 40; reszta – 3
- Czwarta tura: Ratzinger – 84; Bergoglio – 26; reszta – 5